# أوليشكي
أوليشكي (بالأوكرانية: Олешки) هي مدينة تقع في رايون خيرسون ضمن مقاطعة خيرسون جنوب أوكرانيا. تقع المدينة على الضفة اليسرى لنهر دنيبر، بالقرب من مدينة خيرسون العاصمة الإقليمية.

## التاريخ
تعود جذور أوليشكي إلى القرن الخامس عشر، وكانت تُعرف باسم أوليشيا أو أليتشكا خلال فترات مختلفة. في القرون الوسطى، كانت تُعد مركزًا تجاريًا مهمًا على طريق البحر الأسود، كما تأثرت بتاريخ التتار والدولة العثمانية والإمبراطورية الروسية.
في عام 1802، مُنحت رسميًا صفة مدينة. وفي فترة الحكم السوفيتي، أُعيدت تسميتها إلى تسوروبينسك (Цюрупинськ) نسبةً إلى ألكسندر تسوروبا، أحد القادة البلاشفة.
لكن بعد استقلال أوكرانيا، بدأت مطالبات محلية بإعادة الاسم التاريخي أوليشكي، وفي عام 2016، أقر البرلمان الأوكراني رسميًا إعادة التسمية في إطار قوانين إزالة الرموز الشيوعية.

## الغزو الروسي 2022
خلال الغزو الروسي لأوكرانيا في عام 2022، وقعت مدينة أوليشكي تحت الاحتلال الروسي ضمن تقدم القوات الروسية في الجنوب. وبقيت المدينة تحت السيطرة الروسية بعد الانسحاب من مدينة خيرسون المجاورة في نوفمبر 2022، حيث يقع نهر دنيبر بين المدينتين.

## الجغرافيا
تقع أوليشكي في منطقة منخفضة قرب نهر دنيبر، وتُعرف بجوارها لموقع طبيعي يُعرف باسم كثبان أوليشكي الرملية، وهي واحدة من أكبر الصحارى الرملية في أوروبا.

## السكان
وفقًا لتعداد عام 2022، بلغ عدد سكان المدينة حوالي 23,918 نسمة.

## معالم بارزة
- كثبان أوليشكي الرملية – منطقة طبيعية فريدة.
- نهر دنيبر – يشكل حدودًا مائية هامة تفصل المدينة عن خيرسون.
- مبانٍ تراثية تعود للقرن التاسع عشر.